# Islands (Band)
Islands (dt. Inseln) ist eine kanadische Band, die im Jahr 2005 von Nicholas Thorburn (ehemaliger Künstlername Nick Diamonds) und Jamie Thompson (ehem. Künstlername J’aime Tambeur) in Montreal gegründet wurde. Jamie Thompson hat die Band 2006 aber schon wieder verlassen. Die Besetzung ändert sich häufig, je nach den Erfordernissen von Plattenaufnahmen oder Liveauftritten.

## Bandgeschichte
2004 löste sich die Indierock-Band The Unicorns abrupt auf. Sänger Nicholas Thorburn (Pseudonym: „Nick Diamond“) und Schlagzeuger Jamie Thompson (Künstlername „J’aime Tambeur“) gründeten 2005 gleichzeitig die Band Islands und die Hip-Hop-Gruppe Th’ Corn Gangg. Ein stabiles Lineup findet sich allerdings erst 2009. Vorher experimentierte die Band mit verschiedenen Mitgliedern, die je nach Bedarf zusammengestellt werden. Dazu gehörten zu Beginn die Brüder Alex und Sebastian Chow (beide World Super NES Fest Champions), Jim Guthrie sowie den beiden Rappern Subtitle und Busdriver. 2006 erschien ihr Debütalbum Return to the Sea über Equator Records. Dabei handelt es sich um Mix aus diversen Stilen, von Rock über Pop bis hin zu Hip-Hop. Ein Großteil des Songmaterials stammte aus der Endphase von The Unicorns und war eigentlich für diese Band geplant. Das Album sammelte überwiegend positive Reviews sowie eine Auszeichnung als „Best New Music“ von der Website Pitchfork.
Bereits im Mai 2006 stieg Jamie Thompson aus der Gruppe aus und zwar kurz vor der geplanten Europatour, so dass Thorburn auf die Schnelle ein neues Line-up zusammenstellen musste. Die Tour fand dennoch wie geplant statt. Mit einem neuen Lineup unterschrieb die Band bei ANTI-Records und veröffentlichte dort ihr bis dato erfolgreichstes Album Arm’s Way, das sich als einziges Werk in den Billboard 200 platzieren konnte, wenn auch nur auf Platz 200.
2009 erschien Vapours. Mittlerweile mit festem Line-up war auf diesem Album nur ein Gast dabei: Jamie Thompson kehrte für kurze Zeit in die Gruppe zurück, verließ diese jedoch bereits ein Jahr später.
2012 erschien das Album A Sleep and a Forgetting, ein Album das vor allem durch Thorburns Scheidung dominiert wurde, gefolgt von Ski Mask ein Jahr später. Die Brüder Evan und Geordie Gordon, die bei The Magic aktiv sind und Schlagzeuger Adam Halferty komplettierten diesmal das Lineup.
Von 2014 bis 2016 legte die Band eine Pause ein, weil Nick Thorburn in dieser Zeit seine alte Band The Unicorns wiedervereinigte sowie das Soloalbum City of Quartz veröffentlichte.
2016 erschienen zwei Alben der Gruppe: das eher elektronisch orientierte Dance-Album Taste sowie mit Should I Remain Here at Sea? ein Quasinachfolger zum Debütalbum. Im gleichen Jahr führte die Band zum zehnjährigen Jubiläum des Debütalbums das Album bei zwei Konzerten in Los Angeles und in New York in seiner Gänze auf. Gleichzeitig wurde das Album auf Vinyl wiederveröffentlicht.

## Musikstil
Zu Beginn war Islands eine Fortführung der früheren Band von Thompson und Thurburn, allerdings mit einem sehr viel eingängigeren Musikstil. Während The Unicorns eher LoFi und experimentell waren, war das Debüt stärker am typischen Indie-Rock der 1990er orientiert, allerdings auch mit Einflüssen aus dem Hip-Hop. Zu diesem Ansatz kehrten sie auch 2016 auf dem Album Should I Remain Here at Sea? zurück, während der Rest deutlich experimenteller ausfiel. So ist das gleichzeitig veröffentlichte Taste-Album stark an elektronische Dance-Musik angelehnt. Das Album A Sleep and a Forgetting sowie sein Nachfolger Ski Mask nehmen eine Sonderrolle ein. Vorher vor allem für abgeklärten Indierock bekannt, dominierte auf A Sleep and a Forgetting Thorburns Gefühlsleben, seine Verärgerung und Wut, die jedoch eingebettet wurde in ein ruhiges, introspektives, musikalisches Konzept. Auf dem Nachfolger Ski Mask wurden diese Stilelemente noch verfeinert.

## Diskografie

### Alben
| Jahr | Titel                        | Label           |
| ---- | ---------------------------- | --------------- |
| 2006 | Return to the Sea            | Equator Records |
| 2008 | Arm’s Way                    | ANTI-           |
| 2009 | Vapours                      | ANTI-           |
| 2012 | A Sleep & A Forgetting       | ANTI-           |
| 2013 | Ski Mask                     | Manqué Music    |
| 2016 | Taste                        | Manqué Music    |
| 2016 | Should I Remain Here at Sea? | Manqué Music    |

### Singles
| Jahr | Titel                        | Album                      |
| ---- | ---------------------------- | -------------------------- |
| 2006 | Rough Gem                    | Return to the Sea          |
| 2006 | Don’t Call Me Whitney, Bobby | Return to the Sea          |
| 2007 | Dnttakemy Wingzz Away        | Tomlab Alphabet Series -S- |
| 2008 | The Arm                      | Arm’s Way                  |
| 2013 | Becoming the Gunship         | No Search Party            |

### Weitere Veröffentlichungen
- 2007: Live Session EP (ANTI-, iTunes Exclusive)
- 2008: Daytrotter Session 5/19/2008 (Downloadveröffentlichung, Daytrotter)
- 2016: Bonus Mini EP (PledgeMusic, Manqué Music)